# علیرضا رضاداد
علیرضا رضاداد (زادهٔ ۲۳ دی ۱۳۳۸ تهران) دبیر ۶ دوره جشنواره فیلم فجر و ۶ دوره جشنواره فیلم کودک بوده‌است، که اکنون به عنوان مشاور ارشد سازمان سینمایی ایران فعالیت می‌کند.
رضاداد فارغ‌التحصیل دانشسرای معلم بوده و تحصیلات خود را تا مقطع کارشناسی ارشد در رشته ادبیات فارسی دانشگاه علامه طباطبایی ادامه داده‌است.
وی تا سال ۱۳۶۰ به عنوان کارشناس واحد کتاب با وزارت آموزش و پرورش همکاری داشت و از این سال تا سال ۱۳۶۶ با عضویت در شورای طرح و برنامه و سپس به عنوان مسوول بخش تولید گروه کودک و نوجوان شبکه اول سیما به فعالیت خود ادامه داد. علیرضا رضاداد از سال ۱۳۶۶ به سمت مدیر طرح و برنامه و قائم‌مقام شبکه دوم سیما انتخاب شد.
وی از سال ۱۳۷۴ تا۱۳۷۸ عضو هیئت مدیره و معاون تولید سیما فیلم بوده و از سال ۱۳۷۸ در سمت مدیر کل تولید سیمای جمهوری اسلامی ایران به فعالیت پرداخته‌است. رضاداد در طول سال‌های ۱۳۷۷ تا ۱۳۷۹ با تشکیل مجمع سینمای کودک و نوجوان، عضو هیئت مدیره این مجمع و در جشنواره بین‌المللی فیلم کودک و نوجوان اصفهان نیز عضو کمیته داوری بوده‌است.
همچنین در کارنامه او مدیرعامل بنیاد سینمایی فارابی (سال‌های ۸۱_۸۵) و دبیری جشنواره بین‌المللی فیلم فجر (۶دوره) دبیر جشنواره بین‌المللی کودک و نوجوان (۴ دوره)، دبیر سومین جشنواره بین‌المللی فیلم شهر، تهیه کننده اجرایی محمد رسول‌الله (فیلم ۱۳۹۴) به چشم می‌خورد.

## نکوداشت
شنبه ۲۰ شهریور ماه ۱۳۹۵ در آیین بزرگداشت هجدهمین جشن سینمای ایران از ۴ چهره سینمایی در تالار ایوان شمس تقدیر شد. آیین نکوداشت چهار سینماگر از مجموعه مراسم هجدهمین جشن خانه سینما با تقدیر از سید محمد خادم، علیرضا رضاداد، منوچهر محمدی و فاطمه معتمدآریا با حضور ابراهیم مختاری (رئیس) محمد رضا موئینی (نایب رئیس) آتیلا پسیانی و سید مهدی خادم (اعضای هیئت مدیره) عبدالله اسفندیاری (بازرس) جامعه اصناف سینمای ایران، منوچهر شاهسواری (مدیرعامل خانه سینما) و کمال تبریزی (دبیر هجدهمین جشن بزرگ سینمای ایران) به همراه جمعی از روسا و اعضای شوراهای مرکزی تشکل‌های خانه سینما و چهره‌های سرشناس سینمایی، فرهنگی و هنری کشور برگزار شد.
برای اهدای جایزه سیف‌الله داد به علیرضا رضاداد از جمشید مشایخی، ابوالحسن داوودی، محمد مهدی حیدریان و ابراهیم مختاری (رئیس هیئت مدیره خانه سینما) دعوت شد تا به صحنه بیایند.

## فهرست فعالیت‌ها

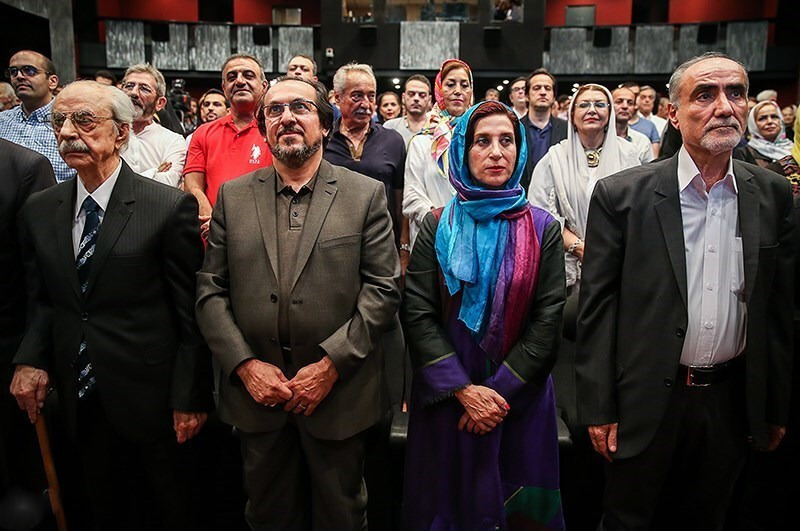
جشن خانه سینما - سالن ایوان شمس

- جشن خانه سینما - سالن ایوان شمسمدیر کل تولید، طرح و برنامه و قائم مقام شبکه ۲ سیما (سال‌های ۷۳–۶۵)
- معاونت تولید مرکز سیما فیلم (سال‌های ۷۸–۷۴)
- مدیر کل تولید سیما (سال‌های ۸۱–۷۸)
- مدیرعامل بنیاد سینمایی فارابی (سال‌های ۸۱_۸۵)

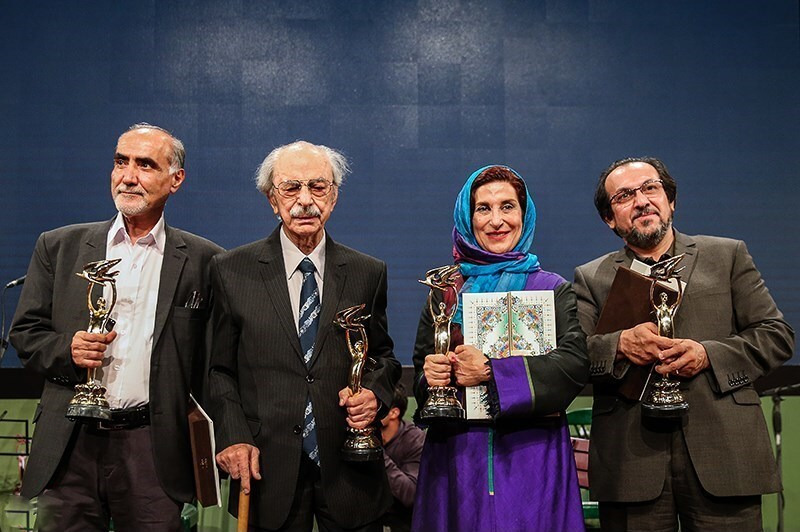
جشن خانه سینما - سالن ایوان شمس

- جشن خانه سینما - سالن ایوان شمسدبیری جشنواره بین‌المللی فیلم فجر(۶ دوره)
- دبیر جشنواره بین‌المللی کودک و نوجوان (۶ دوره)
- دبیر سومین جشنواره بین‌المللی فیلم شهر
- مجری طرح محمد رسول‌الله (فیلم ۱۳۹۴)